# Pentagonaster duebeni
Pentagonaster duebeni är en sjöstjärneart som beskrevs av GRAY 1847. Pentagonaster duebeni ingår i släktet Pentagonaster och familjen ledsjöstjärnor. Inga underarter finns listade i Catalogue of Life.

## Bildgalleri

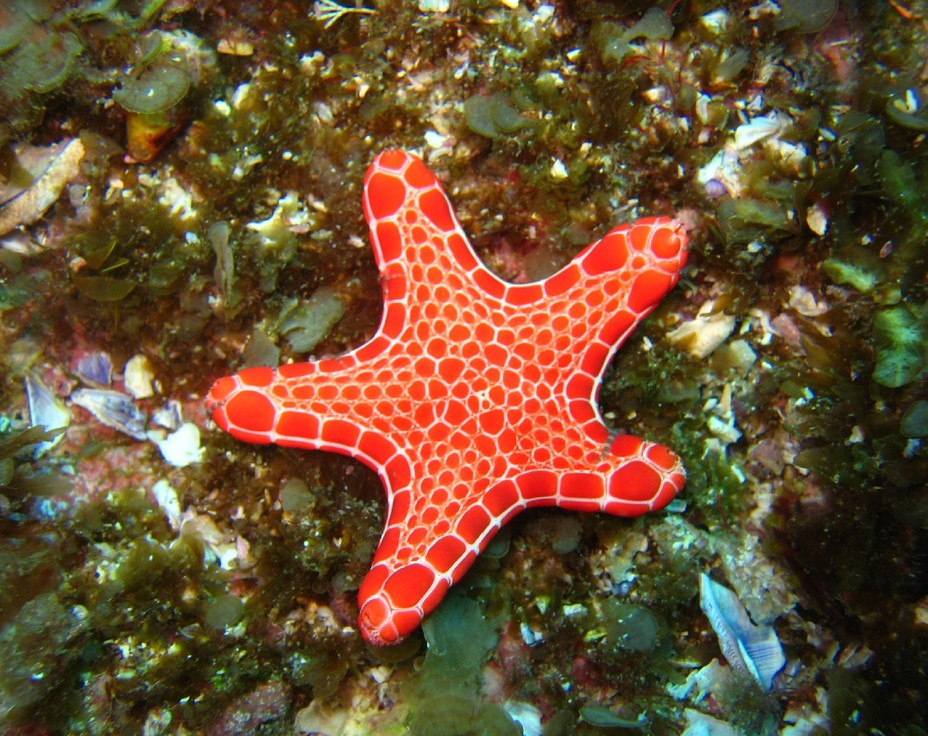
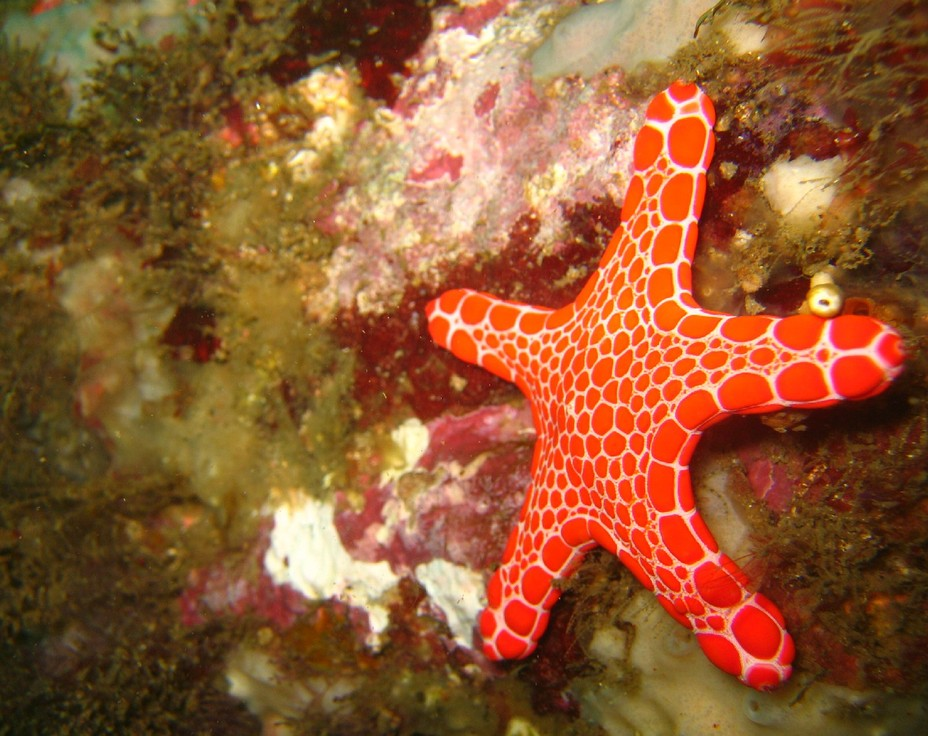